# Ein Mann wird gejagt
Ein Mann wird gejagt (Originaltitel: The Chase) ist ein US-amerikanisches Filmdrama von Arthur Penn aus dem Jahr 1966. Das Drehbuch schrieb Lillian Hellman anhand des Theaterstücks The Chase von Horton Foote.

## Handlung
Die Handlung spielt innerhalb eines Tages. Sheriff Calder arbeitet in der texanischen Kleinstadt Tarl. Obwohl er großen Wert auf seine Unbestechlichkeit legt, gilt er als Erfüllungsgehilfe des lokalen Ölmagnaten Val Rogers, der ihn einst für das Amt empfohlen hatte. Calder ist eher unangenehm, dass er und seine Frau zu dem 60. Geburtstag von Rogers eingeladen sind und dieser ihnen verschiedene Geschenke machen will. Unterdessen flieht der Kleinganove Charlie 'Bubber' Reeves, zu dessen Verhaftung Val Rogers beitrug, aus dem Gefängnis. Auf der Flucht tötet der Ausbruchskomplize von Bubber einen Autofahrer im Zweikampf, als sie gemeinsam versuchen, dessen Auto zu stehlen. Sein Ausbruchskomplize flieht daraufhin allein mit dem Auto weiter und lässt Bubber zurück. Bubber flieht nun bis zu einem Bahnhof eines ihm unbekannten Ortes und rettet sich in einen Güterzug. Im Zug trifft er Mexikaner, die in einem Viehwagen reisen und fragt diese, ob der Zug nach Mexiko fährt. Dies verneinen die Mexikaner und Bubber verlässt enttäuscht den Zug. Er setzt seine Flucht über offenes Farmgelände und durch Gestrüpp fort. Enttäuscht sinkt er erschöpft vor einem Werbe-Schild des Ölmagnaten Val Rogers nieder und erkennt, dass er sich in der Nähe seiner Heimatstadt befindet. Er entscheidet, seine Flucht dorthin fortzusetzen, um bei seiner Frau oder Freunden Geld und Sachen zur weiteren Flucht zu bekommen.
Zahlreiche Ortsbewohner sind – aus unterschiedlichen Gründen – gegenüber Reeves feindselig eingestellt und über dessen Ausbruch erregt. Edwin Stewart, der als 16-Jähriger Geld aus einem Laden stahl, wofür Reeves beschuldigt wurde und der dafür auch das erste Mal in eine Besserungsanstalt kam, hat Angst, dass sich Bubber an ihm rächen könnte. Stewarts Frau verachtet ihn dafür und bandelt mit dem ebenfalls verheirateten Frauenhelden Damon Fuller an. Damon und mehrere seiner Freunde prahlen damit, dass sie Bubber zur Strecke bringen könnten. Bubbers Frau Anna hat während der Haft ihres Mannes eine Affäre mit Jason, dem Sohn von Val Rogers, begonnen, was auch Gesprächsthema in der ganzen Stadt ist, aber der Geflohene nicht weiß. Jason und Anna verbindet eine tiefe Liebe, allerdings ist Jason ebenfalls bereits unglücklich verheiratet und findet nicht den Mut, vor seinem Vater zu seiner Beziehung mit Anna zu stehen.
Bubber versteckt sich bei einem Schrottplatz in Tarl und beauftragt den Besitzer Lester, einen Afroamerikaner, seine Frau zu verständigen, um ihn mit Geld und neuen Kleidern zu versorgen. Mehrere Männer beobachten Lester an der Wohnung von Anna und jagen ihn aus rassistischen Motiven durch die Straßen, allerdings kann er noch rechtzeitig von Calder gerettet werden. Lester schweigt sich allerdings gegenüber dem Sheriff aus und verrät nur Anna und Jason, wo sich Bubber aufhält. Calder bietet daraufhin Anna und Jason an, eine Stunde mit der großflächigen Fahndung auf Bubber zu warten. Er will, dass sie Bubber überreden, sich freiwillig zu stellen, weil er glaubt, dass aufgrund von Fingerabdrücken an der Leiche des Autofahrers Bubber des Mordes verdächtigt werden wird.
Es ist eine heiße Nacht, viele Bewohner von Tarl sind stark alkoholisiert und auf Randale und Krawall aus. Val Rogers erfährt durch seinen Sekretär Edwin von der Beziehung seines Sohnes und fürchtet, dass Bubber sich an diesem rächen könnte. Rogers und einige Männer aus der Stadt dringen in das Büro des Sheriffs ein, verprügeln diesen wild und beschaffen sich die Information, wo sich Bubber versteckt hält, mit Gewalt vom in Schutzhaft genommenen Lester. Als auch noch weitere Leute Wind vom Versteck bekommen, macht sich eine ganze Horde mit Autos zum Schrottplatz auf. Einige aus dem Lynchmob versuchen, Bubber durch das Legen von Feuer aus dem Schrottplatz zu treiben, viele sind aber schlicht schaulustig. Bei einer dabei ausgelösten Benzinexplosion wird Jason Rogers lebensgefährlich verletzt. Sheriff Calder gelingt es mit gezogenem Revolver, den Flüchtigen sicher in sein Auto zu bringen. Dieser wird aber unmittelbar vor dem Betreten des Sheriffbüros von Archie, einem der Männer aus dem Lynchmob, mit mehreren Schüssen niedergestreckt. Ruby Calder muss ihren Mann zurückhalten, als dieser in seiner Wut auf Archie einprügelt.
Frustriert über die Verbohrtheit und Bösartigkeit der Bewohner verlässt Calder mit seiner Frau am nächsten Morgen die Stadt. Anna erfährt inzwischen von Val Rogers, dass Jason in der Nacht verstorben ist, und verlässt alleine das Grundstück der vereinsamten Villa.

## Synchronisation
Es existieren zwei deutsche Synchronfassungen, eine für die BRD und eine für die DDR. Die West-Fassung entstand bei der Aura Film Synchron GmbH in West-Berlin. Beate von Molo schrieb das Dialogbuch und Conrad von Molo führte Regie. Die Ost-Fassung entstand im DEFA Studio für Synchronisation in Ost-Berlin. Harald Thiemann schrieb hier das Dialogbuch und Wolfgang Thal führte Regie.
| Rolle                   | Darsteller        | Synchronsprecher (BRD 1966) | Synchronsprecher (DDR 1970) |
| ----------------------- | ----------------- | --------------------------- | --------------------------- |
| Sheriff Calder          | Marlon Brando     | Harald Juhnke               | Horst Schön                 |
| Anna Reeves             | Jane Fonda        | Ingeborg Wellmann           | Jutta Hoffmann              |
| Charlie „Bubber“ Reeves | Robert Redford    | Joachim Ansorge             | Kurt Kachlicki              |
| Val Rogers              | E. G. Marshall    | Robert Klupp                | Gerd Biewer                 |
| Ruby Calder             | Angie Dickinson   | Helga Trümper               | Friederike Aust             |
| Damon Fuller            | Richard Bradford  | Michael Cramer              | Otto Mellies                |
| Emily Stewart           | Janice Rule       | Eva Pflug                   | Gisela Büttner              |
| Edwin Stewart           | Robert Duvall     | Lothar Blumhagen            | Heinz Behrens               |
| Jason Rogers            | James Fox         | Reinhard Glemnitz           | Ezard Haußmann              |
| Elizabeth Rogers        | Diana Hyland      | Marianne Lutz               | ?                           |
| Mr. Briggs              | Henry Hull        | Paul Wagner                 | ?                           |
| Mrs. Briggs             | Jocelyn Brando    | Ruth Hellberg               | ?                           |
| Sol, Annas Stiefvater   | Bruce Cabot       | Arnold Marquis              | ?                           |
| Mr. Reeves              | Malcolm Atterbury | Klaus W. Krause             | ?                           |
| Lester Johnson          | Joel Fluellen     | ?                           | Helmut Müller-Lankow        |
| Lem                     | Clifton James     | Martin Hirthe               | Gerd Ehlers                 |
| Archie                  | Steve Ihnat       | Toni Herbert                | ?                           |
| Paul, Teenager          | Marc Seaton       | Arne Elsholtz               | ?                           |
| Seymour, Teenager       | Paul Williams     | Uwe Paulsen                 | ?                           |

## Hintergrund
Der Film wurde in Kalifornien gedreht. Er wurde unter Anleitung des Produzenten Sam Spiegel unter Zeitdruck ohne Rücksprache mit den anderen Beteiligten geschnitten. 

## Kritiken
Das Lexikon des internationalen Films meint: „Streckenweise dichter und packender Versuch, ein aufrüttelndes Bild der von Rassenhaß und Vorurteilen beherrschten amerikanischen Südstaaten in den 60er Jahren zu zeichnen; jedoch mangelt es dem Drama an geistig-ethischer Entschiedenheit.“
Die Zeitschrift Prisma bewertet den Film in ihrer Online-Filmdatenbank mit drei von fünf möglichen Sternen und urteilt: „Regie-Veteran Arthur Penn (…) inszenierte das erstklassig besetzte und packende Gesellschaftsdrama nach einem Bühnenstück von Horton Foote und schuf damit ein desillusionierendes Porträt texanischer Biedermänner und Brandstifter. Penns Regie macht die Zerrissenheit zwischen Rationalität und Gewalt, Kontrolle und Intuition, Selbstbeherrschung und Impulsivität, Ordnung und Destruktion spürbar. Schade nur, dass Produzent Sam Spiegel das Opus total zerschnippeln ließ. Hollywood-Legende Marlon Brando brilliert hier als mutiger Sheriff, der sich nicht von seiner einmal eingeschlagenen Linie abbringen lässt, als von der Meute Verfolgter ist der seinerzeit noch kaum bekannte Robert Redford zu bewundern.“
Der Evangelische Filmbeobachter zieht folgendes Fazit: „Ein sehr kritischer Film über Amerika, in seinen Lehren aufrüttelnd, in seiner künstlerischen Gestaltung überzeugend.“